# Богоявленская церковь (Серпухов)
Церковь Богоявления Господня — православный храм в городе Серпухове Московской области. Расположен в Занарье среди жилой и промышленной застройки.

## История
Богоявленская церковь основана не позднее первой половины XVI века.
Современное здание построено в 1713 году на пожертвования местных жителей, в частности П. Антипова. Позднее сооружены два придела: Димитрия Митрополита Ростовского в 1760 году при финансировании купца Алексея Ивановича Астапова и Рождества Пресвятой Богородицы, расширенный в 1870 году при участии купца Семёна Семёновича Астапова. В том же 1870 году возведена новая трапезная. В 1893 году построен еще один престол мучениц Агриппины и Акилины.
Храм существенно перестроен в 1930 году (по другим данным, в 1931 году), и с тех пор здание использовалось для нужд клуба суконной фабрики.
4 ноября 2006 года церковь снова передана Церкви. Богослужения проводятся регулярно.

## Архитектурные особенности
До перестройки 1930-х годов здание представляло собой храм типа восьмерик на четверике. Церковь имела шатровую колокольню.